# Melanoplus withlacoocheensis
Melanoplus withlacoocheensis är en insektsart som beskrevs av Squitier, Deyrup och Capinera 1998. Melanoplus withlacoocheensis ingår i släktet Melanoplus och familjen gräshoppor. Inga underarter finns listade i Catalogue of Life.